# Pstrążnik (dopływ Mlecznej)
Pstrążnik (dawniej nazywany Bletnicą) – sztuczny potok w województwie śląskim, lewy dopływ rzeki Mlecznej o długości 5,1 kilometra. Powierzchnia zlewni wynosi 13,3 km². Potok został stworzony, ponieważ Kopalnia Węgla Kamiennego „Wesoła” miała problemy z odprowadzaniem wód dołowych. Przez wykopanie Pstrążnika, znacznie zmniejszyła się powierzchnia Płonego Bagna. Potok jest uregulowany na całej swojej długości.